# Tourisme dans le département des Ardennes
Le tourisme dans le département des Ardennes présente un potentiel intéressant mais peu exploité. 

## Le tourisme urbain

### Charleville-Mézières
La place Ducale (1606) de Charleville-Mézières est une merveille architecturale du XVIIe siècle commanditée par Charles de Gonzague (créateur de Charleville), une basilique (Notre-Dame de l'espérance) de style baroque flamboyant (1499), ainsi que divers édifices religieux (église Saint-Lié de Mohon, église Saint-Rémi, église du Sacré-Cœur) dignes d'intérêt. 
La ville dispose d'un vieux moulin à eau de type Louis XIII (contemporain de la place Ducale) accueillant le musée Arthur Rimbaud, ainsi que de fortifications militaires (rempart de Mézières : tour du Roy, porte de Bourgogne, tour de l'école...). Le palais des Tournelles (actuellement la préfecture du département), la place de l'hôtel de ville, le quartier d'Arche de style art déco. Le centre ancien de Charleville, de Mézières et des anciens villages de Montcy-Saint-Pierre et du Theux sont eux aussi dignes d'intérêt. 
Charleville-Mézières contient le musée de l'Ardenne (place Ducale), le Musée Rimbaud (Vieux moulin) et la Maison des Ailleurs. La ville est la capitale mondiale de la marionnette avec un festival important tous les deux ans, le Festival mondial des théâtres de marionnettes. 
Le Mont Olympe, le kiosque à musique du square de la gare (qui a inspiré le poème de Rimbaud À la musique) et les anciennes écuries impériales (actuel lycée Chanzy) sont des lieux intéressants.
La ville dispose d'un centre aquatique, d'une patinoire, d'un multiplexe cinématographique, d'un camping trois étoiles, d'un port fluvial sur la Meuse, d'une base aquatique, d'un lac, d'une médiathèque, d'un parc des expositions, de nombreux parcs... 
Les curiosités touristiques de l'agglomération sont nombreuses (villages de Warcq et de Montcy-Notre-Dame, fort des Ayvelles, parc animalier de Saint-Laurent, lac des Vieilles-Forges aux Mazures, château de Montcornet, abbaye des sept fontaines à Fagnon...).

### Sedan
Le château fort de Sedan est le plus important d'Europe avec 35 000 m2 sur 7 niveaux ; il est animé chaque année par son festival médiéval. Lieu d'histoire par excellence, ville d'art et d'histoire, la deuxième ville du département jouit d'un stade de plus de 24 000 places, d'un centre ancien intéressant avec ses monuments historiques (Dijonval, Église Saint Charles Borromée...). Sedan possède un lac, une médiathèque, quelques édifices religieux intéressants (synagogue, église Saint-Léger de Torcy, temple protestant). De plus, la ville est célèbre pour sa confection de tapis (Manufacture du Point de Sedan). 
Les curiosités de l'agglomération se situent surtout dans les villages de Floing, Bazeilles (Maison de la dernière cartouche, château).

## Les paysages
Les Ardennes disposent d'une réserve naturelle importante, avec notamment le massif de l'Ardenne (près de 150 000 hectares de forêt avec des lieux imposants comme les quatre fils Aymond, Roc la tour, le Mont Malgré-tout, le ravin de l'ours, les rapides de Phade, les Dames de Meuse, la vallée de la Meuse, la vallée de la Semoy, la citadelle de Charlemont, la ville fortifiée de Rocroi, le col du Loup, la Croix-Scaille – point culminant des Ardennes françaises à 505 mètres). Le massif de l'Ardenne forme une région préservée où la randonnée, le canoë, le parapente et l'escalade peuvent être pratiqués. 
Le massif de l'Argonne est aussi digne d'intérêt (village de Grandpré, site Parc Argonne Découverte - Nocturnia). Les régions de l'Yvois (Carignan et Mouzon avec son abbatiale), de la Thiérache (avec ses églises fortifiées), du Porcien, du Tourteronnais, de la Champagne ardennaise, des Crêtes pré-ardennaises méritent un petit détour.
L'église Saint-Didier d'Asfeld, le village de Buzancy, le château de la Cassine, le relais des postes de Vendresse, le lac de Bairon, le village d'Attigny, de Signy-l'Abbaye, de Signy-le-Petit, le moulin à couleur d'Écordal, le village de Wasigny, la carrière souterraine de Dom-le-Mesnil, le village d'Omont, la Fontaine Saint-Roger à Élan sont encore d'autres endroits intéressants à découvrir.
Sur les sites médiévaux du département (Bourcq, Manre, Cornay, Autry, Grandpré) et l'église fortifiée de Saint-Juvin.